# Gelis tubulosus
Gelis tubulosus là một loài tò vò trong họ Ichneumonidae.